# Horn (Svezia)
Horn è un'area urbana della Svezia situata nel comune di Kinda, contea di Östergötland.
La popolazione risultante dal censimento 2010 era di 495 abitanti .